# كونستانتين فيرنر
كونستانتين فيرنر (بالألمانية: Constantin Werner)‏ هو مخرج ألماني، ولد في 3 يناير 1969 في إرلنغن في ألمانيا.

## وصلات خارجية
- كونستانتين فيرنر على موقع IMDb (الإنجليزية)
- كونستانتين فيرنر على موقع ألو سيني (الفرنسية)
- كونستانتين فيرنر على موقع أول موفي (الإنجليزية)
- كونستانتين فيرنر على موقع قاعدة بيانات الفيلم (الإنجليزية)
- كونستانتين فيرنر على موقع كينوبويسك (الروسية)